# Томас Хенън
Томас Джон Хенън (на английски: Thomas John Hennen) е астронавт от НАСА, участник в един космически полет. Той е първият офицер от разузнаването на въоръжените сили в космоса.

## Образование
Томас Хенън завършва колежа Groveport-Madison High School в Охайо през 1970 г. През 1972 г. завършва Urbana University в Охайо.

## Военна кариера
Томас Хенън постъпва в USArmy през 1973 г. В продължение на 24 години служи в различни разузнавателни структури на въоръжените сили на САЩ.

## Служба в НАСА
Томас Хенън е избран за астронавт от НАСА през септември 1988 г., Астронавтска Група Tera Scout. През август 1989 г. започва обучението му за астронавт. Томас Хенън е взел участие в един космически полет.

### Космически полети
| Космически полет на Томас Джон Хенън                          | Космически полет на Томас Джон Хенън | Космически полет на Томас Джон Хенън | Космически полет на Томас Джон Хенън | Космически полет на Томас Джон Хенън | Космически полет на Томас Джон Хенън | Космически полет на Томас Джон Хенън |
| №                                                             | Дата                                 | КК                                   | Емблема на мисията                   | Функции                              | Продължителност                      |                                      |
| ------------------------------------------------------------- | ------------------------------------ | ------------------------------------ | ------------------------------------ | ------------------------------------ | ------------------------------------ | ------------------------------------ |
| 1                                                             | 24 ноември 1991                      | „Атлантис“, мисия STS-44             |                                      | Специалист по полезния товар         | 6 денонощия 22 часа 50 мин. 44 сек.  |                                      |
| Сумарно време в космоса – 6 денонощия 22 часа 50 мин. 44 сек. |                                      |                                      |                                      |                                      |                                      |                                      |

## Награди
| Лента | Отличие                                     |
|       | Легион за заслуги                           |
|       | Медал за отлична служба                     |
|       | Медал за похвална служба                    |
|       | Медал за похвала на USArmy                  |
|       | Медал за постижения на USArmy               |
|       | Медал за служба в националната отбрана      |
|       | Медал за добра служба в армията             |
|       | Награда на USAF за приноси                  |
|       | Медал на НАСА за участие в космически полет |